# Moment
För andra betydelser, se Moment (olika betydelser).

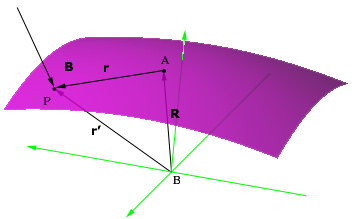
En vektor B appliceras och ger upphov till ett moment M runt vridningsaxeln som går genom punkten A.

Moment är en storhet som uppstår när en kraft verkar på en viss punkt, eller mer generellt, när en vektor appliceras på en viss punkt. 
Momentet runt A, av en vektor B, är
{\displaystyle \mathbf {M_{A}} =\mathbf {r_{\frac {C}{A}}} \times \mathbf {B} }
där r är lägesvektorn från punkten A till angreppspunkten C. Fysikaliskt representerar momentet företrädesvis en rotationsrörelse runt vridningsaxel, där vridningsaxeln bestäms av hur lägesvektorn r väljs.
Eftersom momentet beror av vald rotationsaxel har uttrycket ett gemensamt drag. Om MA är momentet runt A så kommer momentet runt axeln som går genom B att vara
MB = r'×B = R×B + MA,
där R är vektorn som går från punkten B till A, r' = R + r.
Sambandet brukar ofta benämnas parallellaxelsatsen. I det fall momentet är summan av individuella "delmoment" - som i fallet stela kroppars dynamik där varje partikel bidrar till ett moment - kommer uttrycket för ändringen av rotationsaxeln innehålla två termer av en makroskopisk del och en mikroskopisk del,
MB = R×B + ∑iri×b(i),
där B = ∑ibi, eller på liknande form som ovan,
MB = R×B + MA.
Det finns speciellt tre intressanta fysikaliska moment. 
- B = mv: Rörelsemängdsmoment L = r × mv, vilket är den typiska orsaken till både rotation och translation (spiralrörelse).
- B = mω×r: Tröghetsmoment I = m(R·R1 - RR), som har samma innebörd för rotationsrörelse som massan har för translationsrörelse. Men "massan" är ofta tidsberoende och beroende på vald rotationsaxel.
- B = F: Vridmoment τ = r × F, vilket är en kraft applicerad på kroppen, dock ej på masscentrum. När inga vridmoment verkar bevaras rörelsemängdsmomentet. ¨

Eftersom momentets riktning beror på om man använder ett höger- eller vänstersystem, är det en pseudovektor. Om momentet beräknas i Cliffordalgebra blir momentet en bivektor.